# Anke Sonnenbrodt
Anke Sonnenbrodt (República Democrática Alemana) es una nadadora retirada especialista en pruebas de 400 y 800 metros libres. Fue subcampeona de Europa en el año 1983 en las pruebas de 400 y 800 metros libres.
Ese mismo año, batió el récord del mundo de 800 metros libres con un tiempo de 8:31:17.

## Palmarés internacional
| Campeonato Europeo de Natación | Campeonato Europeo de Natación | Campeonato Europeo de Natación | Campeonato Europeo de Natación |
| Año                            | Lugar                          | Medalla                        | Prueba                         |
| ------------------------------ | ------------------------------ | ------------------------------ | ------------------------------ |
| 1983                           | Roma ( Italia)                 | Medalla de plata               | 400 m libres                   |
| 1983                           | Roma ( Italia)                 | Medalla de plata               | 800 m libres                   |